# Vorrtjärnen, Dalarna
Vorrtjärnen är en sjö i Rättviks kommun i Dalarna och ingår i Dalälvens huvudavrinningsområde.